# Barkewol
Barkewol (ou Barkéol, en arabe : باركيول) est une commune urbaine du sud de la Mauritanie, située dans la région d'Assaba. C'est le chef-lieu de la moughataa du même nom, le département de Barkewol.

## Géographie
La commune de Barkewol est située à l'ouest dans la région d'Assaba et elle s'étend sur 165 km2.
Elle est délimitée à l’est par la commune de Guever, au sud-ouest par la commune d'El Ghabra, au nord-ouest par la commune de Boulahrath.

## Histoire
Barkewol a été érigée en commune par l'ordonnance du 20 octobre 1987 instituant les communes de Mauritanie.

## Démographie
Lors du Recensement général de la population et de l'habitat (RGPH) de 2000, Barkewol comptait 6 303 habitants.
Lors du RGPH de 2013, la commune en comptait 8 902, soit une croissance annuelle de 2,8 % sur 13 ans.

## Économie
L'agriculture est au centre de l'économie de Barkewol, comme quasiment toutes les communes de la région. Mais cette économie est fragile car elle rencontre des obstacles à son développement, notamment les conditions climatiques ou le manque de moyens des agriculteurs. Pour faire face à ces obstacles, l'état ou différentes ONG financent des projets qui améliorent les conditions de vie des habitants.
Barkewol développe également d'autres activités telles que le commerce ou l'élevage.